# ボー・マーショフ
ボー・マーショフ（Beau Mirchoff, 1989年1月13日 - ）はアメリカ合衆国ワシントン州シアトル出身のカナダ人の俳優。

## 来歴
医師の父親と専業主婦の母親の間に生まれる。出生はシアトルだが、その2日後にカナダのブリティッシュコロンビア州ビクトリアに移住。ラクロスのセミプロで活躍する兄と、下に妹がいる。
マウントダグラス高校を卒業。
2006年に人気パロディ映画シリーズの4作目である『最終絶叫計画4』のロビー・ライアン役で映画デビューを飾る。その後、TVドラマ『ハートランド物語』の出演を経て、2008年には『呪怨』のアメリカ版シリーズの第3弾『呪怨 ザ・グラッジ3』でアンディ役を演じる。
2009年には『デスパレートな妻たち』の第6シーズンにダニー・ボーレンでレギュラー出演。
2011年からは日本未放送ながらMTVシリーズ『Awkward 不器用ジェナのはみだし青春日記』に主演している。
普段は地元ブリティッシュコロンビアの海でのクルージングや釣り、ロッキー山脈でハイキングやキャンプなどのアウトドアに興じている。

## フィルモグラフィー

### 映画
| 製作年 | 邦題 原題                                                      | 役名                 | 備考           |
| ------ | -------------------------------------------------------------- | -------------------- | -------------- |
| 2006   | 最終絶叫計画4 Scary Movie 4                                    | ロビー・ライアン     | 映画デビュー作 |
| 2007   | ランド・オブ・ウーマン/優しい雨の降る街で In the Land of Women | ティーン・エイジャー | クレジットなし |
| 2009   | 呪怨 ザ・グラッジ3 The Grudge 3                                | アンディ             |                |
| 2011   | アイ・アム・ナンバー4 I Am Number Four                         | ドリュー             |                |
| 2014   | アドレナリンRUSH Born to Race: Fast Track                      | ジェイク・ケンドール | ビデオ映画     |
| 2014   | ポーカーナイト 監禁脱出 Poker Night                            | スタン・ジーター     | 主演           |
| 2017   | フラットライナーズ Flatliners                                  | ブラッド             |                |

### TV
| 放映年     | 邦題 原題                                                                 | 役名                   | 備考               |
| ---------- | ------------------------------------------------------------------------- | ---------------------- | ------------------ |
| 2003, 2011 | CSI:マイアミ CSI: Miami                                                   | ジャレッド・ハッチ     | 2エピソードに出演  |
| 2003       | ロメオ! Romeo!                                                            | チェイス               | 1エピソードに出演  |
| 2007-2008  | ハートランド物語 Heartland                                                | ベン・スティルマン     | 6エピソードに出演  |
| 2009-2010  | デスパレートな妻たち Desperate Housewives                                 | ダニー・ボーレン       | 18エピソードに出演 |
| 2011-2016  | Awkward 不器用ジェナのはみだし青春日記 Awkward                            | マッティ・マッキベン   | 主演               |
| 2012       | CSI:科学捜査班 CSI: Crime Scene Investigation                             | ジェイク・パイチャン   | 1エピソードに出演  |
| 2015       | アクエリアス 刑事サム・ホディアック Aquarius                              | リック・ゾンダーヴァン | 3エピソードに出演  |
| 2018       | フォスター家の事情 The Fosters                                            | ジェイミー・ハンター   | 3エピソードに出演  |
| 2019       | ナウ・アポカリプス 〜夢か現実か!? ユリシーズと世界の終わり Now Apocalypse | フォード               | メインキャスト     |
| 2021       | ナルコス:メキシコ編 Narcos:Mexico                                         | スティーブ・シェリダン | メインキャスト     |